# Wahlbezirk Böhmen 124
Der Wahlbezirk Böhmen 124 war ein Wahlkreis für die Wahlen zum Abgeordnetenhaus im österreichischen Kronland Böhmen. Der Wahlbezirk wurde 1907 mit der Einführung der Reichsratswahlordnung geschaffen und bestand bis zum Zusammenbruch der Habsburgermonarchie.

## Geschichte
Nachdem der Reichsrat im Herbst 1906 das allgemeine, gleiche, geheime und direkte Männerwahlrecht beschlossen hatte, wurde mit 26. Jänner 1907 die große Wahlrechtsreform durch Sanktionierung von Kaiser Franz Joseph I. gültig. Mit der neuen Reichsratswahlordnung schuf man insgesamt 516 Wahlbezirke mit je einem zu wählenden Abgeordneten, die durch Direktwahl mit allfälliger Stichwahl bestimmt wurden. Der Wahlkreis Böhmen 124 umfasste die Gerichtsbezirke Hartmanitz, Wallern und Kalsching ohne die Gemeinden Berlau und Neudorf sowie die Gemeinden Außergefild, Buchwald, Fürstenhut, Gansau, Kaltenbach, Klösterle, Korkushütten, Kuschwarda, Landstraßen, Neugebäu, Obermoldau und Rabitz (alle Gerichtsbezirk Bergreichenstein), Brenntenberg, Christelschlag, Chrobold, Frauenthal, Oberahid, Obersablat, Oberschlag, Pfefferschlag, Repeschin, Rohn, Sablat, Schreinetschlag, Wolletschlag und Zaborz (alle Gerichtsbezirk Prachatitz), Albrechtsried, Langendorf und Swina (alle Gerichtsbezirk Schüttenhofen), Bositz Kollowitz und Obergroschum (alle Gerichtsbezirk Netolitz) sowie die Gemeinden Roschowitz und Sabor (beide Gerichtsbezirk Budweis). Ausgenommen waren jedoch die Städte Prachatitz und Wallern (Wahlbezirk 94). Aus der Reichsratswahl 1907 ging der Deutsche Agrarier Wenzel Grössl als Sieger hervor. Grössl verstarb jedoch 1910, woraufhin ihm bei der Reichsratsersatzwahl sein Parteikollege Rudolf Paulik nachfolgte. Paulik konnte sein Mandat auch bei der regulären Reichsratswahl 1911 erfolgreich verteidigen.

## Wahlergebnisse

### Reichsratswahl 1907
Die Reichsratswahl 1907 wurde am 14. Mai 1907 (erster Wahlgang) sowie am 23. Mai 1907 (Stichwahl) durchgeführt.

#### Erster Wahlgang
| Kandidat                                                                       | Partei                             | Wahlkreis- stimmen | Stimmanteil |
| ------------------------------------------------------------------------------ | ---------------------------------- | ------------------ | ----------- |
| Leopold Vogel                                                                  | Sozialdemokratische Arbeiterpartei | 2453               | 27,2 %      |
| Wenzel Grössl                                                                  | Deutsche Agrarpartei               | 2343               | 25,9 %      |
| H. Waldek                                                                      | Deutsche Fortschrittspartei        | 1768               | 19,6 %      |
| J. Schobel                                                                     | Christlichsoziale Partei           | 1700               | 18,8 %      |
|                                                                                | Agrarier                           | 650                | 7,2 %       |
|                                                                                | Tschechischer Zählkandidat         | 29                 | 0,3 %       |
|                                                                                | Sonstige Parteien                  | 90                 | 1,0 %       |
| Wahlberechtigte: 11.725, Ungültige/Leere Stimmen: 144, Wahlbeteiligung: 78,3 % |                                    |                    |             |

#### Stichwahl
| Kandidat                                                                      | Partei                             | Wahlkreis- stimmen | Stimmanteil |
| ----------------------------------------------------------------------------- | ---------------------------------- | ------------------ | ----------- |
| Wenzel Grössl                                                                 | Deutsche Agrarpartei               | 5411               | 67,1 %      |
| Leopold Vogel                                                                 | Sozialdemokratische Arbeiterpartei | 2649               | 32,9 %      |
| Wahlberechtigte: 11.725, Ungültige/Leere Stimmen: 99, Wahlbeteiligung: 69,6 % |                                    |                    |             |

### Reichsratsersatzwahl 1910
Nach dem Tod von Wenzel Gössl am 2. Oktober 1910 wurden die Ersatzwahlen am 8. März 1911 (erster Wahlgang) sowie am 16. März 1911 (Stichwahl) durchgeführt.

#### Erster Wahlgang
| Kandidat                                                                      | Partei                             | Wahlkreis- stimmen | Stimmanteil |
| ----------------------------------------------------------------------------- | ---------------------------------- | ------------------ | ----------- |
| Anton Weber                                                                   | Sozialdemokratische Arbeiterpartei | 4090               | 45,6 %      |
| Rudolf Paulik                                                                 | Deutsche Agrarpartei               | 2740               | 30,6 %      |
| Alois Winter                                                                  | Christlichsoziale Partei           | 2120               | 23,7 %      |
|                                                                               | Sonstige Parteien                  | 11                 | 0,1 %       |
| Wahlberechtigte: 11.856, Ungültige/Leere Stimmen: 93, Wahlbeteiligung: 76,5 % |                                    |                    |             |

#### Stichwahl
| Kandidat                                                                      | Partei                             | Wahlkreis- stimmen | Stimmanteil |
| ----------------------------------------------------------------------------- | ---------------------------------- | ------------------ | ----------- |
| Rudolf Paulik                                                                 | Deutsche Agrarpartei               | 4984               | 54,3 %      |
| Anton Weber                                                                   | Sozialdemokratische Arbeiterpartei | 4203               | 45,7 %      |
| Wahlberechtigte: 11.845, Ungültige/Leere Stimmen: 64, Wahlbeteiligung: 78,1 % |                                    |                    |             |

### Reichsratswahl 1911
Die Reichsratswahl 1911 wurde am 13. Juni 1911 sowie am 20. Juni 1911 (Stichwahl) durchgeführt.

#### Erster Wahlgang
| Kandidat                                                                      | Partei                             | Wahlkreis- stimmen | Stimmanteil |
| ----------------------------------------------------------------------------- | ---------------------------------- | ------------------ | ----------- |
| Anton Weber                                                                   | Sozialdemokratische Arbeiterpartei | 3158               | 44,1 %      |
| Rudolf Paulik                                                                 | Deutsche Agrarpartei               | 2205               | 30,8 %      |
| Alois Winter                                                                  | Christlichsoziale Partei           | 1492               | 20,8 %      |
| Karl Bohl                                                                     | Deutschradikale Partei             | 307                | 4,3 %       |
|                                                                               | Sonstige Parteien                  | 6                  | 0,1 %       |
| Wahlberechtigte: 11.856, Ungültige/Leere Stimmen: 78, Wahlbeteiligung: 61,1 % |                                    |                    |             |

#### Stichwahl
| Kandidat                                                                      | Partei                             | Wahlkreis- stimmen | Stimmanteil |
| ----------------------------------------------------------------------------- | ---------------------------------- | ------------------ | ----------- |
| Rudolf Paulik                                                                 | Deutsche Agrarpartei               | 4065               | 52,0 %      |
| Anton Weber                                                                   | Sozialdemokratische Arbeiterpartei | 3757               | 48,0 %      |
| Wahlberechtigte: 11.856, Ungültige/Leere Stimmen: 84, Wahlbeteiligung: 66,7 % |                                    |                    |             |